# Alopecosa laciniosa
Alopecosa laciniosa är en spindelart som först beskrevs av Simon 1876.  Alopecosa laciniosa ingår i släktet Alopecosa och familjen vargspindlar.
Artens utbredningsområde är Frankrike. Inga underarter finns listade i Catalogue of Life.